# Pokémon Trading Card Game
Pokémon Trading Card Game ou Pokémon Estampas Ilustradas no Brasil (originalmente: ポケモンカードゲーム, Pokemon Card Game), é um jogo de cartas colecionáveis, desenvolvidos pela Creatures Inc. baseadas na franquia japonesa Pokémon. Foi publicado pela primeira vez em outubro de 1996, pela Media Factory, no Japão. Nos Estados Unidos, foi inicialmente publicado pela Wizards of the Coast; sendo assumida pela Nintendo em junho de 2003. No Brasil, foi lançado em 2000 pela Devir Livraria, sendo assumido pela Copag em 2011.
Os jogadores assumem o papel de treinadores Pokémon envolvidos na batalha e jogam com baralhos de 60 cartas. As cartas de jogo padrão incluem cartas de Pokémon, cartas de energia e cartas de treinador. Os Pokémon são introduzidos na batalha de um "banco" e realizam ataques em seu oponente até esgotar seus pontos de saúde. Os ataques são ativados pela anexação de um número suficiente de cartas de energia ao Pokémon ativo. Os Pokémon também podem ajustar outros fatores de jogabilidade e evoluir para estágios mais poderosos. Os jogadores podem usar cartas de Treinador para comprar cartas em suas mãos, prejudicar seu oponente ou executar outras funções de jogo. Os efeitos das cartas geralmente dependem de elementos de sorte, como jogadas de dados e cara ou coroa, para decidir um resultado. A jogabilidade depende do uso de contadores para indicar o dano causado e os efeitos de status.
Estampas Ilustradas tem sido objeto de torneios informais e oficialmente sancionados. Os torneios oficiais são atualmente supervisionados pela Play! Pokémon, uma divisão da The Pokémon Company, e são hospedados em uma base local, nacional e internacional. Além disso, inúmeras adaptações de videogame foram publicadas, incluindo Pokémon Trading Card Game (Game Boy Color), a série Pokémon: Play It! (PC), Pokémon TCG Online (PC). Após o fechamento do TCG Online em 2023, ele foi substituído por Pokémon Trading Card Game Live (PC) e Pokémon Trading Card Game Pocket (celular) em 2024.
O jogo foi vendido em 23,6 bilhões de cartas ao redor do mundo em 2014. O jogo teve uma adaptação para o online e liberado para download no site oficial de Pokémon e nas plataformas Apple Store e Google Play Store.

## Cartas Pokémon[5]
As cartas de Pokémon são divididas em Pokémon Bebê, Básico, Estágio 1, Estágio 2, Estágio LV.X, Legend, Mega, EX, GX, V, VMax e ex tera
Elas mostram todas as informações sobre o Pokémon, como ataques, habilidades, evoluções, fraquezas e resistência.
Os Bebês têm 30 ou 40 HP (pontos de vida), e são os mais fracos do jogo, mas têm uma habilidade em comum. Todas as vezes que forem atacados, o atacante joga uma moeda. Se der coroa, o ataque não funciona. Os Pokémon Bebê podem evoluir para um Básico. Esse tipo de carta deixou de aparecer depois da expansão EX Ruby and Sapphire, tornando-se a partir daí, tipo Básico. 
Os Pokémon Básicos podem evoluir de um Bebê ou não. Eles geralmente têm HP baixo, são comuns, têm ataques fracos e não precisam de tanta energia. Um Pokémon Bebê é considerado um Básico com a habilidade "Evolução do Bebê" (ou Baby Evolution, se a carta estiver em inglês).
Para chegar no Estágio 1, os Pokémon precisam evoluir (Veja mais adiante em "Evolução") de um Básico. Normalmente têm 70, 80 ou 90 HP (pontos de vida). Os seus ataques são mais poderosos e precisam de mais energia. Eles também podem ser especiais, com a palavra "Light" (Luz) ou "Dark" (Sombrio) no nome.
Os Pokémon no Estágio 2 são os fortes. Têm ataques que precisam de mais energia. Geralmente são raros e holográficos; e podem ter entre 90 a 140 HP. São evoluídos dos Pokémon do Estágio 1.
Os Pokémon no Estágio LV.X. são os mais raros e fortes, precisam de mais energia, possuem 100 HP ou mais e são os menos comuns.
A partir de fevereiro de 2011, a Copag passa a produzir as cartas no Brasil. Lançando em português brasileiro e com traduções de alta qualidade. A coleção lançada é Maravilhas Secretas (Secret Wonders) com os temas Fluxo de Lava e Casa de Força.

## Cartas Energia[5]
As cartas de energia são o "combustível" para o Pokémon. Elas são necessárias para atacar; e na maioria das vezes, também para recuar.
Existem 11 elementos de energia. São eles: Noturna, de Luta, de Fogo, de Planta, Elétrica, Metálica, Fada, Psíquica, Aquática, Dragão e Normal. Cada uma corresponde a um Tipo Pokémon, exceto pela de Luta, que também vale para Pedra; de Planta, que vale para Inseto e Venenoso; de Água, que é a mesma que a de Gelo; e Normal, que é igual à Voador.

## Cartas Treinador[5]
Existem 4 tipos de cartas Trainer: Normais; Estádio; Ferramentas Pokémon; e Suporte.

### Cartas Normais[5]
As normais podem fazer você comprar cartas (como Bill), recuperar um Pokémon (como Poção), colocar um Pokémon Básico no campo (como Poké Ball), pegar uma carta Energy no baralho (como Busca de energia) e até evoluir para um Pokémon (como Fóssil Misterioso).

### Cartas Suporte[5]
As cartas de suporte, conhecidas como apoiador na tradução brasileira, só duram um turno. Elas têm muitos efeitos, como pegar três cartas e descartar uma (como TV Reporter) ou pegar três cartas suporte ou estádio e mostrar ao adversário (como Scott). O fato curioso dessas cartas é que, quando essas deixaram de ser Trainer, não receberam mais tradução, ficando, somente, Supporter.

### Cartas Estádio[5]
As cartas estádio causam diversos efeitos, como impedir mais de cinco Pokémon no campo (como Ginásio Narrow), dar a chance de puxar várias cartas (como Speed Stadium) e muitos outros mais. O fato curioso dessas cartas é que quando essas deixaram de ser Trainer, não receberam mais tradução, ficando, somente, Stage.

## Evolução e Mega Evolução[5]
Você pode evoluir um Pokémon Básico colocando um de Estágio 1 sobre ele, seguindo a seguinte condição:
Na carta do Pokémon de Estágio 1, deve estar escrito "Evolui de…" e o nome do Pokémon Básico.
Você pode também "Mega Evoluir" um Pokémon, mas você passa seu turno, a não ser que tenha ligado ao seu Pokémon o item Elo Espiritual de (Nome do Pokémon), para não passar o turno.

## Preparação[5]
Cada jogador deve ter um deck de 60 cartas com pelo menos um Pokémon Básico. Um embaralha o deck do outro e coloca seis cartas viradas para baixo. Essas são as "cartas prêmio". Depois, os decks são devolvidos aos donos e cada um pega uma mão de sete cartas. Se não houver Pokémon Básicos, este reembaralha o deck e pega mais uma mão de sete cartas. O outro jogador tem a opção de pegar mais uma carta por nova mão do adversário.

## Turno[5]
Em um turno, você pode realizar as ações a seguir quantas vezes quiser na ordem que quiser.
- Pegar uma carta do deck. (Obrigatório) (Apenas uma vez) (Inicial)
- Colocar um Pokémon Básico no banco.
- Usar uma carta Trainer normal.
- Usar uma carta Ferramenta Pokémon. (Apenas uma vez)
- Usar uma carta Estádio. (Apenas uma vez)
- Ligar uma carta Energy a um de seus Pokémon. (Apenas uma vez)
- Evoluir um Pokémon
- Atacar (Apenas uma vez) (Final)

Após o ataque, a vez é do adversário. Se o ataque não for possível, deve-se passar a vez sem atacar.

## Decks
Decks são um conjunto de cartas vendidas. Existem decks de iniciantes já feitos, mas também se pode fazer os próprios decks. Diferentes expansões têm diferentes cartas, e diferentes decks. Algumas das últimas expansões são:
- XY1 - XY
- XY2 - Flash de Fogo
- XY3 - Punhos Furiosos
- XY4 - Força Fantasma
- XY5 - Conflito Primitivo
- Crise Dupla (Mini Expansão)
- XY6 - Céus Estrondosos
- XY7 - Origens Ancestrais
- XY8 - Turbo Revolução
- XY9 - Turbo Colisão
- XY10 - Fusão de Destinos
- XY11 - Cerco de Vapor
- Evoluções (Expansão não veio ao Brasil)
- SM1 - Sol & Lua
- SM2 - Sol & Lua: Guardiões Ascendentes
- SM3 - Sol & Lua: Sombras Ardentes
- SM4 - Sol & Lua: Invasão Carmim
- SM5 - Sol & Lua: Ultra Prisma

- SM6 - Sol & Lua: Luz Proibida
- SM7 - Sol & Lua: Tempestade Celestial
- SM8 - Sol & Lua: Trovões Perdidos
- SM9 - Sol & Lua: União de Aliados
- SM10 - Sol & Lua: Elos Inquebráveis
- SM11 - Sol & Lua: Sintonia Mental
- SM11,5 - Sol & Lua: Destinos Ocultos
- SM12 - Sol & Lua: Eclipse Cósmico
- SS1 - Espada e Escudo
- SS2 - Espada e Escudo: Rixa Rebelde
- SS3 - Espada e Escudo: Escuridão Incandescente
- SS3,5 - Espada e Escudo: Caminho do Campeão